# Les Sedes
Les Sedes és una obra de Vilassar de Dalt (Maresme) protegida com a Bé Cultural d'Interès Local.

## Descripció
Nau de planta sensiblement rectangular a dues alçades i coberta a doble vessant amb carener paral·lel a la façana principal. El solar està situat a la confluència del torrent Lloberes i la riera de Targa. L'edifici està reculat deixant davant seu un pati que permet una bona visió des de la riera. La façana s'articula mitjançant finestres d'arc de mig punt.

## Història
Aquesta fàbrica fou fundada per Mateu Serra l'any 1948. Es movia mitjançant vapor i tenia 177 teleres mecànics.
Mateu Serra Tauran fundà la colònia tèxtil de l'Ametlla de Merola, al Llobregat, i l'any 1871 deixà la fàbrica de Vilassar de Dalt. Diversos industrial forasters la mantingueren en funcionament fins al 1877. Des d'aquesta data fins al 1920 no tenim notícia que si treballés.
A partir de 1921 la societat Tous y Santamaria hi posà 36 telers de seda. El 1939 passà a la firma Puig i Carcereny S.A. que cessà entre 1970 i 1976.